# Uwe Dassler
Uwe Dassler, v němčině Uwe Daßler (* 11. února 1967, Ebersbach) je bývalý východoněmecký plavec. Na olympijských hrách 1988 v Soulu získal zlatou medaili v závodě na 400 metrů volným způsobem.